# Aeolochroma quadrilinea
Aeolochroma quadrilinea là một loài bướm đêm trong họ Geometridae.